# Loi française relative à la reconnaissance du génocide arménien de 1915
Lire en ligne

Texte de la loi sur Légifrance

La loi française du 29 janvier 2001 relative à la reconnaissance du génocide arménien de 1915, adoptée par le Sénat en première lecture le 7 novembre 2000 et par l’Assemblée nationale le 18 janvier 2001 contient un article unique :

« La France reconnaît publiquement le génocide arménien de 1915. »

Elle fait partie des quatre lois mémorielles françaises.

## Histoire
Le 16 décembre 1985, le député communiste Guy Ducoloné dépose une proposition de loi sur la « reconnaissance du génocide dont le peuple arménien fut victime en 1915 » et chargeant « le gouvernement d’en assurer chaque année la commémoration ». Ce texte n’est jamais adopté.
Le 13 mai 1998, une proposition de loi, reprenant une promesse électorale de Lionel Jospin en 1997, est déposée sur le bureau de l'Assemblée nationale par Didier Migaud, Jean-Paul Bret, président du groupe d’amitié France-Arménie, René Rouquet et les membres du groupe socialiste. Les députés placent alors le débat sous le signe des droits de l'homme et des valeurs universelles portées par la France.
Le 29 mai 1998, l'Assemblée nationale adopte, sans opposition du gouvernement, une proposition de loi ainsi libellée : « La France reconnaît le génocide arménien de 1915 ». C'est la première fois qu’un texte engageant la République française parle ouvertement du génocide des Arméniens et, selon l'historien Boris Adjemian, « l'irruption de cette parole officielle paraissait mettre fin à une longue solitude, du point de vue des militants de la reconnaissance du génocide et des descendants de rescapés ou d’immigrants arméniens ».
Le gouvernement autorise le texte à être transmis au Sénat mais, après une hésitation initiale de la majorité sénatoriale, la Conférence des présidents du Sénat refuse de le reprendre, laissant l'initiative au gouvernement. Le 10 mars 1999, le gouvernement refuse de l'inscrire à l'ordre du jour du Sénat, face aux protestations de la Turquie ; alors en pleine période de cohabitation, ni Jacques Chirac ni Lionel Jospin ne se prononce. Le 17 mars 1999, le ministre des Affaires étrangères Hubert Védrine justifie la position du gouvernement, expliquant qu'un tel texte « ne servirait ni les intérêts de la paix – entre Arméniens et Turcs, comme dans le Sud-Caucase – ni le crédit diplomatique de la France ».
Dans le même temps, le Comité de défense de la cause arménienne commande un rapport de vingt pages au constitutionnaliste Patrick Gaïa, qui met en évidence que le texte de loi pourrait être jugé contraire à l’article 20 de la Constitution, qui prévoit que la politique étrangère est conduite uniquement par le pouvoir exécutif et non par le Parlement.
Le refus de la Conférence des présidents du Sénat est réitéré en février 2000. Le seul moyen pour que le texte soit examiné par le Sénat est qu'il soit déposé par des sénateurs eux-mêmes afin d'en demander la discussion immédiate. Une première tentative a lieu le 21 mars 2000, sur le fondement d’une proposition de loi déposée par des sénateurs socialistes et communistes, est rejetée, par 172 voix contre 130, après un avis négatif de Pierre Moscovici, au nom du gouvernement Jospin. Le Sénat justifie sa décision par deux arguments : sa volonté de ne pas « contrarier le processus de réconciliation en œuvre dans les États du Caucase du Sud », et celle de défendre le fait que « la Constitution n'autorise pas le Parlement à qualifier l'Histoire ».
Toutefois, « à l’approche des élections municipales », l’opposition gouvernementale s’affaiblit, en octobre 2000. Porté par un membre de chacun des six groupes politiques du Sénat, un texte quasi identique à celui rejeté au mois de mars est adopté en novembre, par 164 voix contre 40 et quatre abstentions. Émanant cette fois-ci du Sénat, le texte doit revenir à l'Assemblée nationale, qui l’adopte pour la deuxième fois le 18 janvier 2001. Les votes positifs de 1998, 2000 et 2001 sont interprétés par certains de leurs partisans comme avant tout motivés par des préoccupations électorales. La loi est promulguée par Jacques Chirac le 30 janvier 2001.
Le 12 octobre 2006, l’Assemblée nationale adopte la proposition de loi déposée par le député de Marseille Christophe Masse, sur « la répression de la contestation de l’existence du génocide arménien » et se référant ainsi à la loi du 29 janvier 2001 ; mais le 4 mai 2011, le Sénat vote, par 196 voix contre 74, l’exception d’irrecevabilité défendue par la commission des lois et son président Jean-Jacques Hyest, en raison d’une violation de deux principes constitutionnels : la légalité des peines et la liberté d’expression.
Le 28 février 2012, le Conseil constitutionnel censure une autre proposition de loi, déposée cette fois par Valérie Boyer (qui a battu Christophe Masse aux législatives de 2007) et qui se réfère encore plus directement à la loi du 29 janvier 2001 :

« 6. Considérant qu'une disposition législative ayant pour objet de “reconnaître” un crime de génocide ne saurait, en elle-même, être revêtue de la portée normative qui s'attache à la loi ; que, toutefois, l'article 1er de la loi déférée réprime la contestation ou la minimisation de l'existence d'un ou plusieurs crimes de génocide “reconnus comme tels par la loi française” ; qu'en réprimant ainsi la contestation de l'existence et de la qualification juridique de crimes qu'il aurait lui-même reconnus et qualifiés comme tels, le législateur a porté une atteinte inconstitutionnelle à l'exercice de la liberté d'expression et de communication ; que, dès lors, et sans qu'il soit besoin d'examiner les autres griefs, l'article 1er de la loi déférée doit être déclaré contraire à la Constitution ; que son article 2, qui n'en est pas séparable, doit être également déclaré contraire à la Constitution. »

## Débats et critiques
La loi de 2001 suscite la controverse sur un certain nombre de points. Mais, à l'époque de son adoption, même si elle a suscité des critiques, la loi du 29 janvier 2001 ne donne pas lieu à un débat dans la société française.

### Débats juridiques
Avant même l'adoption définitive du texte, le juriste Guy Carcassonne explique que « la loi a pour vocation d’exprimer une volonté, de la traduire en normes, et non pas de dresser des constats ou de manifester des vœux, si légitimes et bien intentionnés soient-ils », et dénonce la loi de 2001 comme une loi de « pure complaisance ». De fait, la loi ne possède pas de caractère normatif, seulement un caractère déclaratif. Toutefois, comme le rappelle Boris Adjemian, si cette loi s'apparente plutôt à une simple résolution, aucune des deux chambres du Parlement français ne possédait alors la faculté de voter des résolutions.
Peu avant sa mort, Georges Vedel signe un article dans lequel il considère cette loi comme anticonstitutionnelle, argumentation fondée sur une critique des lois mémorielles : il explique que cette loi viole l'article 34 de la Constitution, qui définit le domaine de la loi et ne prévoit aucune place pour les textes déclaratifs (anticipant ainsi sur le retournement de jurisprudence du Conseil constitutionnel en 2004-2005, quand le Conseil a commencé à censurer les dispositions législatives ayant une portée normative incertaine ou inexistante), la séparation entre le pouvoir législatif et le pouvoir judiciaire (le Parlement n'est pas un tribunal) ainsi que la séparation entre le pouvoir législatif et le pouvoir exécutif (les commentaires sur des faits qui se sont déroulés à l'étranger, par des étrangers, sur des étrangers, relèvent du ministère des Affaires étrangères). En janvier 2012, Robert Badinter se réfère à cet article de G. Vedel, et plus particulièrement à l'argument portant sur la séparation du législatif et du judiciaire.
Entendue le 14 octobre 2008 par l’Assemblée nationale, Anne-Marie Le Pourhiet, professeure des universités en droit public à l’université Rennes-I déclare, à propos de la loi du 29 janvier 2001 : « le Conseil constitutionnel censure de telles dispositions qui se contentent de “bavarder”, l’article 34 de la Constitution disposant que la loi fixe des règles et détermine des principes fondamentaux ».

### Protestations de la Turquie
La Turquie, qui nie le génocide arménien, dénonce un texte qui va « endommager sérieusement et durablement » les relations avec la France, rappelle son ambassadeur en France Sonmez Koksal et annule un certain nombre de contrats d'armement.

### Critiques de la part des militants arméniens
Au sein des milieux militants arméniens, la loi ne fait pas non plus consensus. En effet, ni la Turquie ni l'Empire ottoman ne sont mentionnés, ni la politique négationniste de l'État turc, ni encore moins la possibilité de pénaliser ce négationnisme, « alors que la négation du génocide arménien est cela même qui rend sa reconnaissance officielle si nécessaire ». Ainsi, malgré son importance symbolique, la loi reste très en deçà des attentes de certains militants, qui auraient préféré des dispositions similaires à ceux de la loi Gayssot, qui contient un volet punissant la négation de la Shoah.

### Débat sur les lois mémorielles
La controverse sur les lois mémorielles naît en 2005 lors de la publication du manifeste « Liberté pour l'histoire », qui amalgame les quatre lois mémorielles françaises entre elles : les 19 signataires les dénoncent au motif qu’elles limitent ou menacent la liberté d'expression, de penser et de travailler des historiens.
Or, comme le rappelle l'historien Boris Adjemian, le concept de « lois mémorielles » n'a jamais été réellement défini et « a surtout servi à entretenir la confusion et le discrédit sur des textes de lois pourtant très dissemblables par leur contexte, par leur objet, par leur intention et par leurs effets ». Le manifeste est d'ailleurs lui aussi dénoncé par un collectif à l'origine d'une lettre ouverte intitulée « Ne mélangeons pas tout », qui rappelle que « le législateur ne s’est pas immiscé sur le territoire de l’historien. Il s’y est adossé ».
Dans son ouvrage intitulé Ce que je ne pouvais pas dire, Jean-Louis Debré, président du Conseil constitutionnel de 2007 à 2016 déclare :

« Le Conseil, résistant aux pressions insistantes des associations d'Arméniens, annule les articles de la loi visant à réprimer toute contestation de l'existence des génocides reconnus par la loi. Cette décision me vaut les foudres de plusieurs parlementaires et nombre de lettres d'injures. Je me suis toujours opposé aux lois mémorielles et ce ne sont pas les menaces qui me feront changer d'avis. L'idée me choque que le pouvoir politique puisse prétendre imposer une lecture de l'Histoire, a fortiori qui ne concerne pas la France directement, mais les relations entre des communautés ou peuples étrangers. J'y vois une aberration qui aboutit de surcroît à porter atteinte à la liberté de penser. Il n'est naturellement pas question d'admettre les thèmes révisionnistes, ni d'oublier la Shoah, ni de tolérer qu'on veuille en nier l'existence. Mais est-il normal que la loi française doive se prononcer sur des massacres qui se sont produits au XIXe siècle dans l'Empire ottoman ? C'est une caractéristique des régimes totalitaires que de s'arroger le droit d'exercer un contrôle sur ceux qui enseignent l'histoire. Rien n'est plus logique pour les dictateurs ou représentants des régimes autoritaires que l'instrumentalisation du passé. Immédiatement après l'annonce de notre décision, Nicolas Sarkozy fait publier par l’Élysée un communiqué indiquant « l'immense déception et la profonde tristesse de tous ceux qui avaient accueilli avec reconnaissance et espoir l'adoption de cette loi destinée à les protéger contre le négationnisme ». Il donne l'ordre au gouvernement de préparer un nouveau texte. »

## Affaire judiciaire et question prioritaire de constitutionnalité
Le 10 décembre 2019, dans le cadre d'une procédure intentée pour diffamation, la 17e chambre correctionnelle enregistre à la demande de l'avocat Olivier Pardo, nommé par le chercheur négationniste Maxime Gauin,, une question prioritaire de constitutionnalité contre la loi du 29 janvier 2001 pour les motifs suivants :
- L’article 1er de la loi du 29 janvier 2001 introduit une rupture d’égalité devant la loi pénale ;
- L’article 1er de la loi du 29 janvier 2001 méconnaît les exigences relatives à la liberté d’expression en autorisant des « abus » pourtant réprimés par la loi (ces deux premiers arguments renvoyant à des relaxes dans des affaires précédentes, ainsi qu’aux conclusions présentées en défense dans cette affaire-là) ;
- L’interprétation constante que les juridictions suprêmes donnent de l’article 1er de la loi du 29 janvier 2001 prive le justiciable de son droit au recours effectif ;
- L’article 1er de la loi du 29 janvier 2001 revêt une portée normative ambiguë contraire au principe de normativité de la loi.

Par un communiqué du 3 février 2021, le CCAF « condamne avec la plus grande fermeté les dernières manœuvres visant à faire abolir la loi de reconnaissance du génocide des Arméniens, promulguée il y a 20 ans le 29 janvier 2001 ».
La QPC est plaidée le 4 février 2021. Le délibéré rendu le 25 mars 2021 déboute Maxime Gauin de toutes ses demandes et notamment de la QPC. Sur le fond, le tribunal a considéré que qualifier Maxime Gauin de « négationniste » et de « suppôt de l’État turc » relevait du débat d'idée et de la liberté d'expression. Ces jugements de première instance sont tous confirmés en appel le 6 janvier 2022. Ce dernier a annoncé son intention de se pourvoir en cassation.